# Elkhorn (Wisconsin)
Elkhorn es una ciudad ubicada en el condado de Walworth en el estado estadounidense de Wisconsin. En el Censo de 2010 tenía una población de 10.084 habitantes y una densidad poblacional de 498,71 personas por km².

## Geografía
Elkhorn se encuentra ubicada en las coordenadas 42°40′30″N 88°31′48″O / 42.67500, -88.53000. Según la Oficina del Censo de los Estados Unidos, Elkhorn tiene una superficie total de 20.22 km², de la cual 20.1 km² corresponden a tierra firme y (0.59%) 0.12 km² es agua.

## Demografía
Según el censo de 2010, había 10.084 personas residiendo en Elkhorn. La densidad de población era de 498,71 hab./km². De los 10.084 habitantes, Elkhorn estaba compuesto por el 91.43% blancos, el 1.19% eran afroamericanos, el 0.23% eran amerindios, el 0.67% eran asiáticos, el 0.02% eran isleños del Pacífico, el 4.85% eran de otras razas y el 1.61% pertenecían a dos o más razas. Del total de la población el 10.99% eran hispanos o latinos de cualquier raza.